# Нана Асаре
Нана Аквасі Асаре (англ. Nana Akwasi Asare, нар. 11 липня 1986, Кумасі) — ганський футболіст, що грав на позиції півзахисника. Виступав за національну збірну Гани, у складі якої став бронзовим призером Кубка африканських націй 2008 року.

## Клубна кар'єра
Народився 11 липня 1986 року в місті Кумасі. Займався футболом на батьківщині в академії «Феєнорда», а 2003 року переїхав у Нідерланди до основної команди. Втім дебютувати за роттердамців молодий ганець так і не зумів і для отримання ігрової практики здавався в оренду в бельгійські клуби другого дивізіону «Антверпен» та «Мехелен». Після виходу «Мехелена» до еліти бельгійського футболу у 2007 році Асаре підписав з клубом повноцінний контракт і провів в ній ще два сезони як основний гравець.

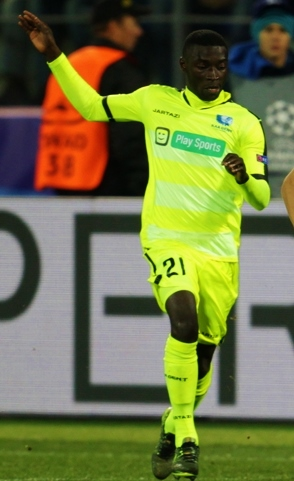
Нана Асаре під час виступів за «Гент». 2015 рік.

Влітку 2009 року Асаре перейшов у нідерландський «Утрехт», де швидко став капітаном. Всього у цій команді ганець зіграв 122 ігри та забив 16 голів у всіх турнірах.
5 червня 2013 року Асаре підписав чотирирічний контракт з бельгійським «Гентом». У 2015 році він допоміг команді вперше в історії виграти чемпіонат, а потім і дебютний Суперкубок Бельгії, обігравши «Брюгге». Коли Свен Кумс покинув клуб на початку сезону 2016/17, Асаре став новим капітаном «Гента». У наступні сезони Асаре також залишався капітаном «Гента», спочатку під керівництвом тренера Гейна Вангазебрука, а потім і його наступників Іва Вандергаге і Джесса Торупа. У лютому 2019 року він продовжив свій контракт з клубом ще два роки до 2021 року. Після трьох сезонів у статусі капітана, Асаре на початку сезону 2019/20 був замінений на Вадіса Оджиджа-Офое, який став новим капітаном клубу. Відіграв за команду з Гента 215 матчів у національному чемпіонаті.

## Виступи за збірну
8 вересня 2007 року дебютував в офіційних матчах у складі національної збірної Гани в товариській грі з Марокко (2:0). Наступного року у складі збірної був учасником домашнього Кубка африканських націй 2008 року, на якому команда здобула бронзові нагороди, втім на турнірі жодного разу  так і не вийшов. Загалом до 2012 року зіграв у 5 товариських іграх за збірну.
У жовтні 2016 року було оголошено, що тренер збірної Бельгії Роберто Мартінес хотів викликати Асаре у склад «червоних дияволів» як заміну травмованому Джордану Лукаку, але це було неможливо, оскільки Асаре ще не був натуралізований згідно з правилами ФІФА і мав провести ще принаймні 2 роки в Бельгії. Пізніше Асаре сказав в інтерв'ю, що сам спочатку не бачив користі від бельгійського паспорта, але його дружина нарешті переконала його подати заявку на натуралізацію. Той факт, що Асаре вже виступав за Гану, не було перешкодою для того, щоб зіграти за Бельгію, оскільки він проводив лише товариські матчі.
У листопаді 2017 року стало відомо, що натуралізація Асаре була схвалена і півзахисник отримав право дебютувати за «червоних дияволів», втім так жодного матчу за них і не провів.

## Титули і досягнення
- Чемпіон Бельгії (1):

«Гент»: 2014–15
- Володар Суперкубка Бельгії (1):

«Гент»: 2015
- Бронзовий призер Кубка африканських націй: 2008

### Індивідуальні
- Найкращий гравець року в «Утрехті» (Трофей Давіда ді Томмазо): 2011